# Pt47
Pt47 – parowóz pośpieszny polskiej konstrukcji produkowany w latach 1948–1951 dla Polskich Kolei Państwowych.

## Historia
Po II wojnie światowej PKP potrzebowały parowozów do ciężkich dalekobieżnych pociągów pasażerskich. Przy projektowaniu lokomotywy pasażerskiej wykorzystano projekt przedwojennego parowozu serii Pt31. Wprowadzono liczne zmiany konstrukcyjne przy tych samych zasadniczych wymiarach podwozia, układu napędowego i proporcjach kotła. Pierwszy parowóz Pt47 wyprodukowany w Chrzanowie został przekazany 18 sierpnia 1948 roku. Pierwszy parowóz Pt47 wyprodukowany w Poznaniu został przekazany 14 grudnia 1948 roku. W Chrzanowie wyprodukowano 120 lokomotyw (o numerach 1–100 i 161–180), natomiast w Poznaniu wyprodukowano 60 lokomotyw (o numerach 101–160). Ostatni parowóz 25 stycznia 1952 roku przekazano do parowozowni Białystok. Pierwsze maszyny przekazywano do parowozowni Łódź Kaliska, Poznań Osobowy i Wrocław Główny. Następnie stacjonowały w Ostrowie, Warszawie Zachodniej, Piotrkowie, Słupsku, Krakowie i wielu innych. Lokomotywy eksploatowano w ciężkim ruchu pasażerskim na wszystkich liniach głównych. Dodatkowo parowozy prowadziły pociągi towarowe oraz lokalne pociągi osobowe. Pozostały w użyciu do lat 80. XX w. Jedynym sprawnym parowozem jest Pt47-65 zachowany w parowozowni Wolsztyn. Parowóz jest wyposażony w tender typu 34D74-42, który otrzymał podczas naprawy głównej przeprowadzanej w Chabówce w latach 2012–2016.

## Konstrukcja
W parowozach zamontowano kotły dostarczane z sosnowieckiej firmy Babcock-Zieleniewski. Do parowozów dołączano początkowo przebudowane poniemieckie tendry 2'2'T34 przystosowane do zamkniętej budki z podwyższoną skrzynią węglową, oznaczone serią 34D48 (wykonano ich 91). Od 1949 roku we wrocławskim Pafawagu produkowano opracowane przez CBKTK tendry serii 33D48 o zwiększonej pojemności – powstało ich 89. W latach siedemdziesiątych wymieniono wózki we wszystkich tendrach serii 33D48 na nowe, mające wzmocnioną konstrukcję i łożyska toczne. Zmodernizowane tendry otrzymywały oznaczenie serii 74. W niektórych parowozach zamontowano mechaniczne podajniki węgla. W kotłach parowozów zabudowano stalowe skrzynie ogniowe z rurami cyrkulacyjnymi. Ostojnice parowozu były belkowe. Zbieralnik pary został zabudowany wraz ze zbiornikiem piasku we wspólnej otulinie. Parowozy posiadały kwadratowe odchylacze dymu i zamkniętą budkę maszynisty.

## Galeria

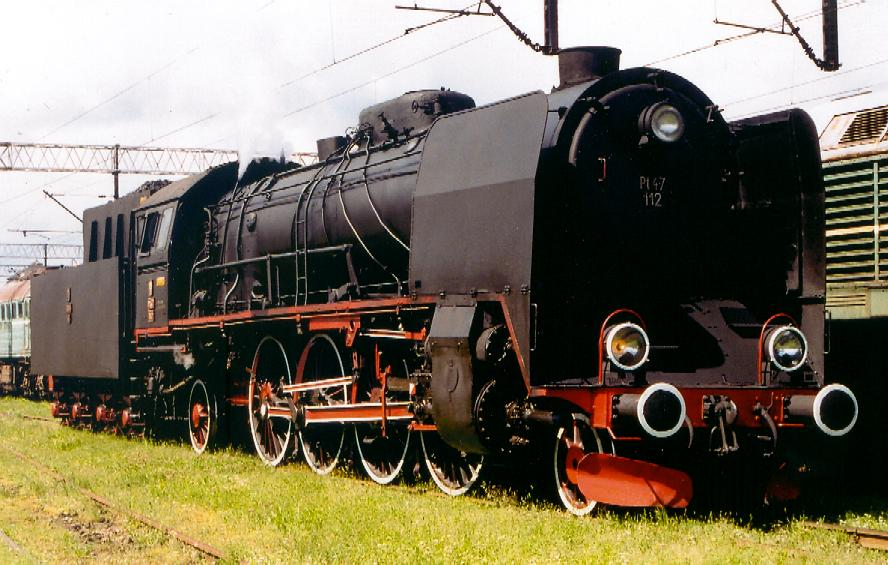
Pt47-112 (2003)
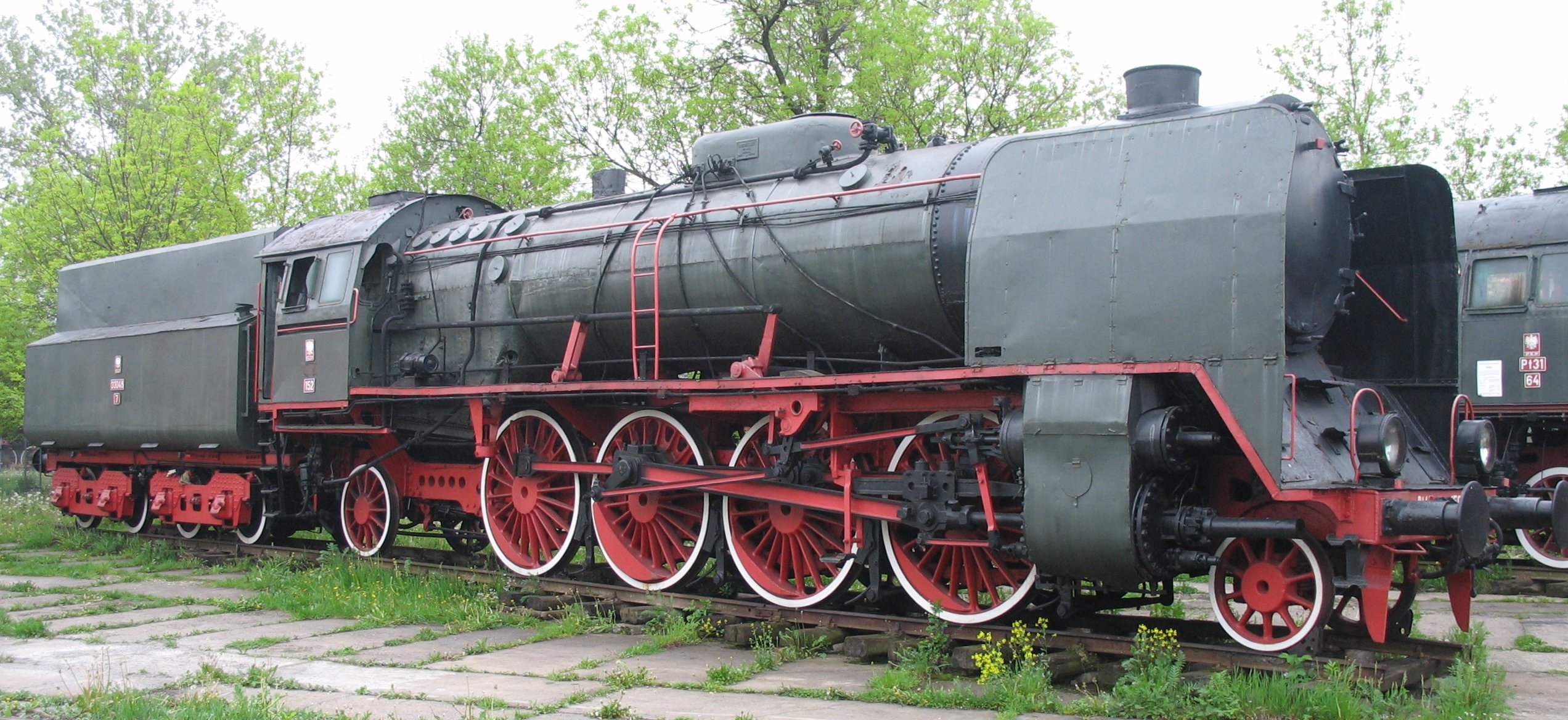
Pt47-152 w Skansenie Kolejowym w Chabówce (2008)
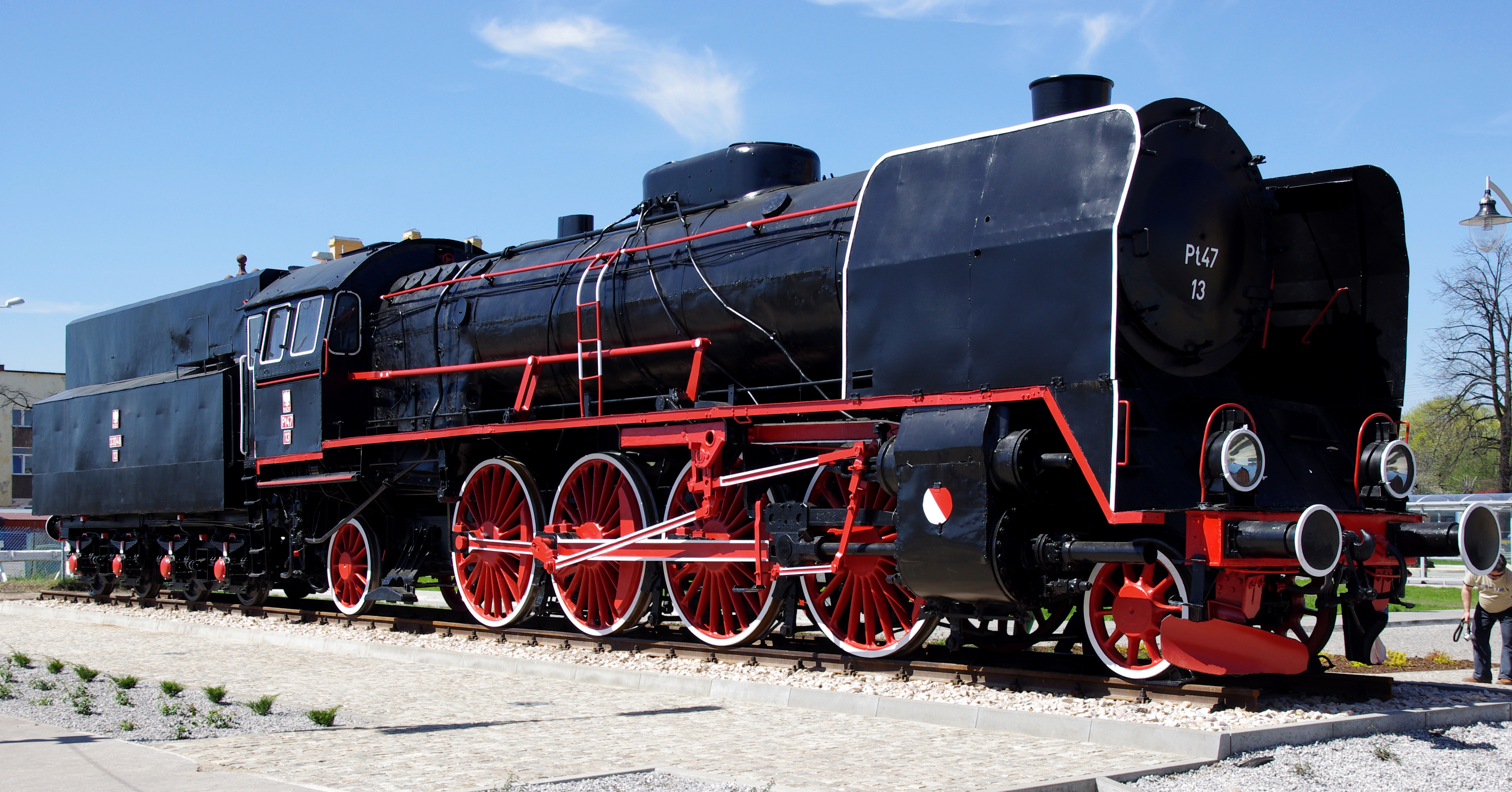
Pt47-13 w Skarżysku-Kamiennej (2012)
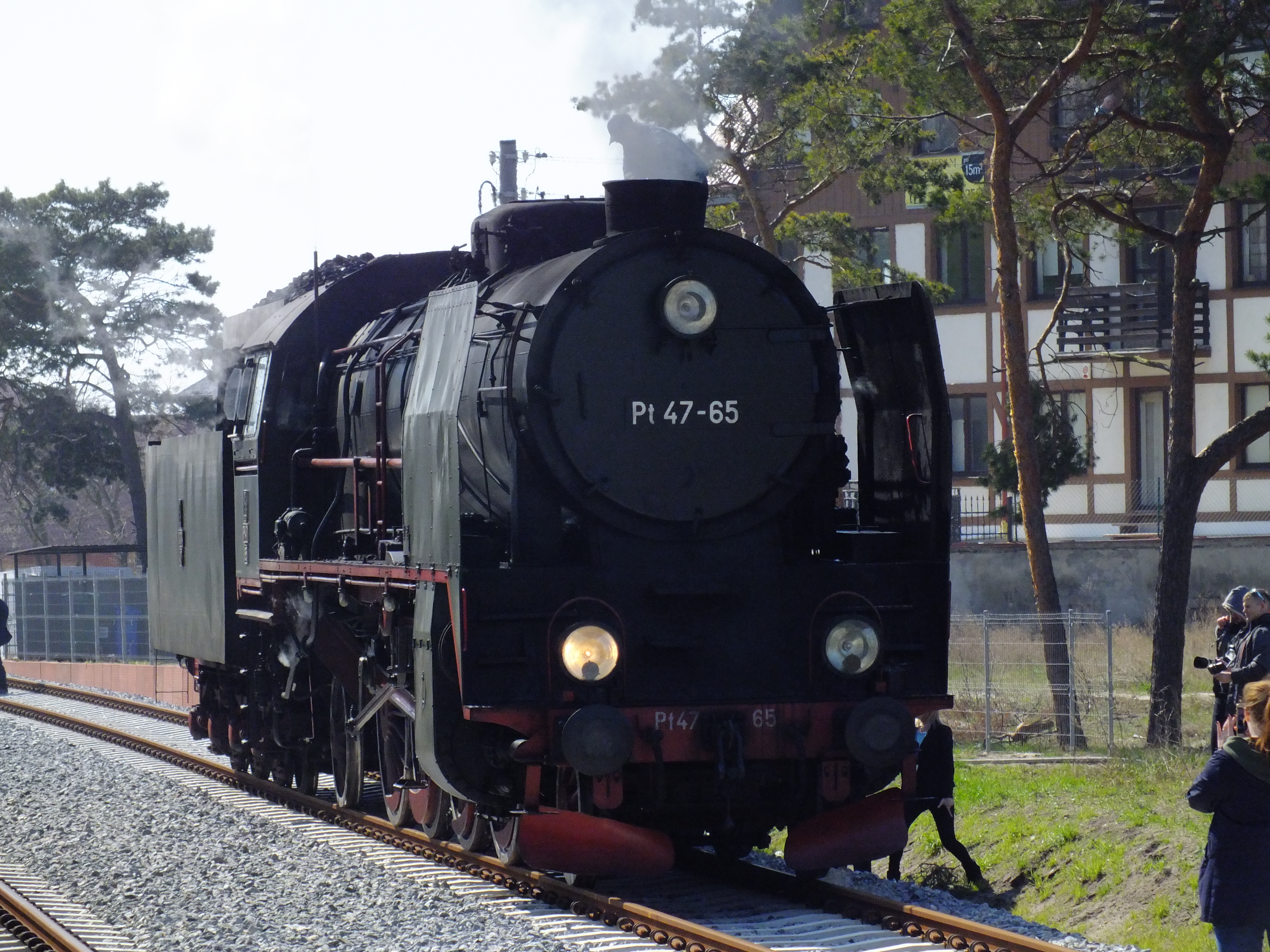
Pt47-65 na stacji Hel (2017)
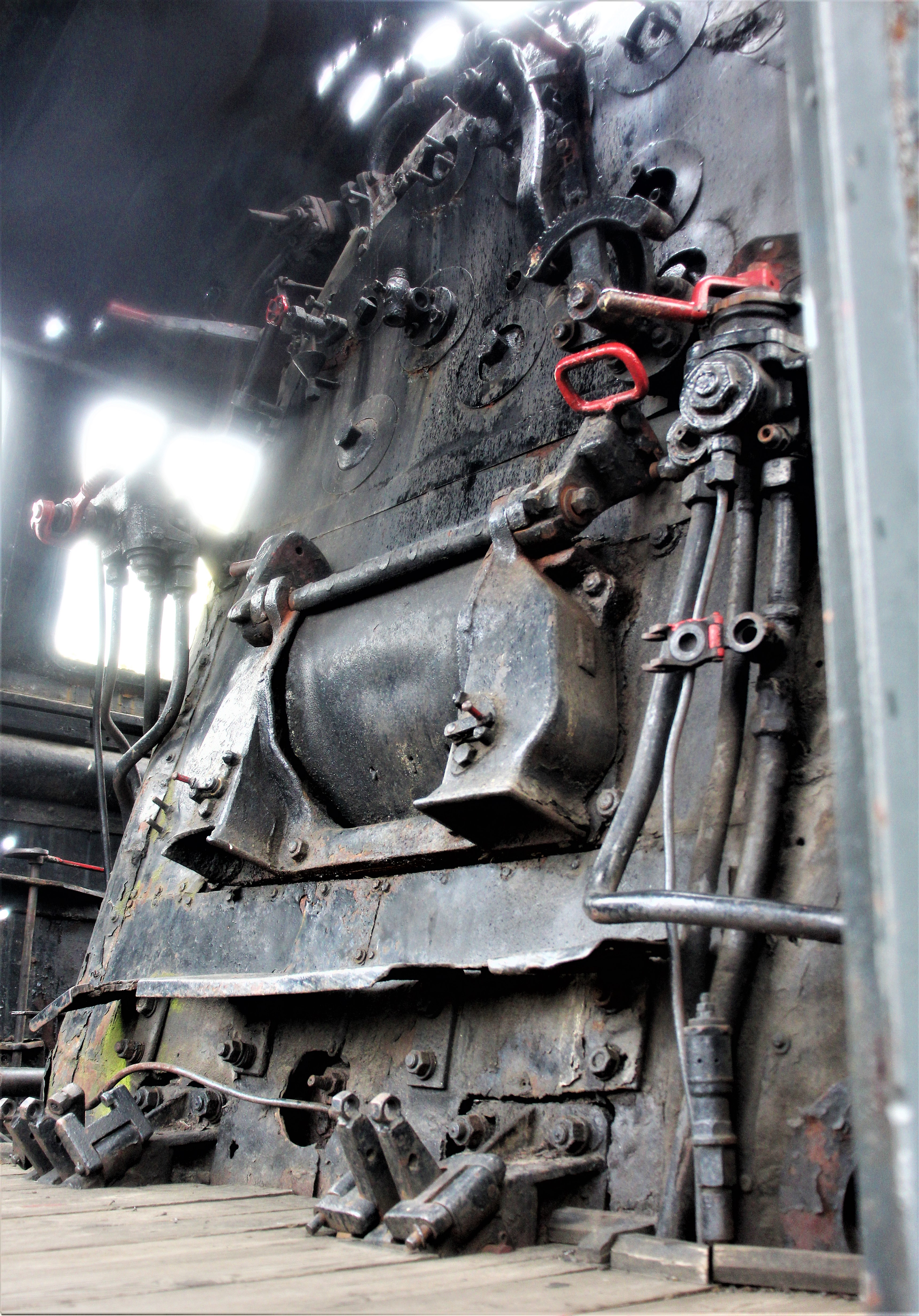
Palenisko Pt47-106 (Wolsztyn)